# ياسمين فؤاد
ياسمين صلاح الدين فؤاد عبد العزيز هي وزيرة البيئة السابقة في وزارة مصطفى مدبولي. في 20 يوليو 2025 أعلن مجلس الوزراء قبول استقالتها من منصب وزير البيئة وإسناد مهامها لـ«التنمية المحلية» مؤقتًا.

## التأهيل العلمي
حاصلة على الدكتوراه في السياسية الدولية، من كلية الاقتصاد والعلوم السياسية جامعة القاهرة، وكذلك ماجيستر في العلوم البيئية من جامعة عين شمس.
شغلت منذ أغسطس 2014 منصب القائم بأعمال مدير مركز البحوث والدراسات الاقتصادية والمالية التابع لكلية الاقتصاد والعلوم السياسية في جامعة القاهرة.